# Christian Brehme
Christian Brehme (* 26. April 1613 in Leipzig; † 10. September 1667 in Dresden) war ein deutscher Dichter, kurfürstlicher Beamter, Bibliothekar und Bürgermeister in Dresden.

## Leben
Christian Brehme war Sohn eines Baumeisters, verlor jedoch schon als Kind beide Eltern. Als Waise besuchte er das Gymnasium in Roßleben an der Unstrut und immatrikulierte sich 1630 an der Leucorea in Wittenberg, um Rechtswissenschaft zu studieren. 1633 kehrte er nach Leipzig zurück, um dort sein Studium in Philosophie, Politik und Jura fortzusetzen. Außerdem widmete er sich dem Studium der italienischen Sprache und der Literatur.
Während des Dreißigjährigen Krieges und der Besetzung seiner Heimatstadt Leipzig 1633 durch kaiserliche Truppen diente er einige Jahre als Offizier in der sächsischen, brandenburgischen und schwedischen Armee und wurde bis zum Capitänlieutenant befördert.
1639 kam er nach Dresden und übernahm die Stelle eines Geheimen Kammerdieners für Kurprinz Johann Georgs II. 1640 wurde er als kurfürstlicher  Bibliothekar eingestellt. Unter seiner Leitung gelang eine deutliche Erweiterung der Bestände, u. a. um die Handbibliothek der Witwe Christian II., Hedwig von Dänemark und der Bibliothek der Wittenberger Professoren Christian und Friedrich Taubmann. Ab 1642 gehörte Brehme zudem dem Dresdner Rat an und war seitdem Senator der Stadt. Seine zahlreichen juristischen und politischen Verpflichtungen zwangen ihn 1654 zur Aufgabe der Bibliothekstätigkeit, die auf seinen Wunsch an seinen Freund David Schirmer überging. Allerdings blieb er bis zu seinem Tod Mitinspektor der Bibliothek. 1560 wurde er zum kurfürstlichen Rat ernannt.
Am 29. April 1657 wurde er vom Rat der Stadt Dresden  zum regierenden Bürgermeister  ernannt und hatte dieses Amt bis 1666 viermal inne. Brehme verstarb 1667 in Dresden und wurde mit hohen Ehren auf dem  Frauenkirchhof beigesetzt.

## Familie
Christian Brehme war zweimal verheiratet. Seine erste Frau Anna Margarethe  war Tochter des kurfürstlich-sächsischen Sekretärs Gabriel Voigt. Aus Anlass ihres Todes 1652 entstand Brehmes das Werk „O meine Seel, warum bist Du betrübet“, das Heinrich Schütz später vertonte. In zweiter Ehe heiratete er Ursula Rosina Schäfer, eine Tochter des Dresdner Bürgermeisters Valentin Schäfer.

## Literarische Tätigkeit
Bereits während seines Studiums begann Brehme mit ersten literarischen Versuchen. In Wittenberg wurde er  mit August Buchner bekannt, der ihn und seine Freunde, darunter Zacharias Lund, stark beeinflussen sollte. Nach Leipzig zurückgekehrt lernte er andere junge Dichter wie Gottfried Finckelthaus, Paul Fleming und Adam Olearius kennen. Noch als Student konnte er 1637 einen ersten Sammelband eigener Dichtungen vorlegen. Zehn Jahre später veröffentlichte er anonym seinen Roman „Die vier Tage Einer Newen und Lustigen Schäfferey ...“, einen der ersten seiner Art in Deutschland. Zudem verfasste er einen Ratgeber über die Verfassung von kurzen Briefen und veröffentlichte unter dem Pseudonym „Corimbo“ zahlreiche Gedichte. Brehme war zudem der erste Deutsche, der Teile aus Dantes „Göttlicher Komödie“ übersetzte. Sein literarischer Nachlass befindet sich zusammen mit verschiedenen persönlichen Briefen in der Sächsischen Landesbibliothek in Dresden.

## Werke (Auswahl)
- C. Brehmens allerhandt Lustige, Trawrige und nach Gelegenheit der Zeit vorgekommene Gedichte, hrsg. Anthony J. Harper, Tübingen: Niemeyer 1994 (Ndr. d. Ausg. Leipzig 1637)
- Art und Weise kurtze Brieflein zu schreiben. Leipzig 1640
- Die vier Tage einer neuen und lustigen Schäfferey. Dresden 1647
- Erster (- Dritter) Theil Christlicher Unterredungen. Dresden 1659